# Mahasolo
Mahasolo est une commune urbaine malgache située dans la partie sud-est de la région de Bongolava.

## Économie
Parfait Rakotoarison
Kianjasoa Mahasolo